# Myrocarpus fastigiatus
Myrocarpus fastigiatus là một loài thực vật có hoa trong họ Đậu. Loài này được Allemao miêu tả khoa học đầu tiên.